# Висенте дел Боске
Висенте дел Боске (на испански: Vicente Del Bosque) е испански футболист-национал, по-късно успешен треньор.

## Биография
Роден е на 23 декември 1950 г. в Саламанка, Испания. Има 441 изиграни мача в Ла Лига и 38 гола за Реал Мадрид Кастиля, Кордоба и Реал Мадрид. Петкратен шампион на Испания и четирикратен носител на Купата на краля. Има 18 мача за националния отбор, участник на Европейското първенство по футбол през 1980 г.

## Кариера
Развива треньорска дейност в Реал Мадрид през 70-те години, но ръководи първия отбор на Реал едва през 1994 г., и то само за няколко месеца. След това през 1996 г. ръководи отбора в един мач. През сезон 1999/2000 наследява уелсеца Джон Тошак на поста старши треньор на мъжкия отбор на Реал Мадрид.
Дел Боске умело ръководи отбора си и го извежда до две купи в турнира на Шампионската лига (2000, 2002), две титли в Испания (2001, 2003), Суперкупата на Испания (2001), Суперкупата на Европа (2002), Междуконтиненталната купа (2002). С него Реал Мадрид е винаги поне полуфиналист в турнира за Шампионската лига. Реал при дел Боске постига забележителните 104 победи в 186 мача.
Въпреки успехите на кормилото на кралския клуб, дел Боске е уволнен почти веднага след като печели титлата в Испания през 2003 г. Подписва договор през юни 2004 г. с турския клуб Бешикташ за две години, но поради незадоволителни резултати е освободен през януари 2005 г.
След като Испания печели Евро 2008, дел Боске става треньор на националния отбор. През 2010 г. на Световното първенство по футбол - Мондиал 2010 в Република Южна Африка печели с Испания първа световна титла. На Евро 2012 в Полша и Украйна извежда своя отбор за Европейската титла, като по този начин Испания става първият отбор защитил Европейската си титла и първият отбор спечелил три поредни шампионата.